# فریدریش چارلز فرانک
 فریدریش چارلز فرانک (انگلیسی: Frederick Charles Frank؛ زاده ۶ مارس ۱۹۱۱ درگذشته ۱۹۹۸) یک فیزیک‌دان اهل انگلستان بود.